# 野洲川
野洲川（やすがわ）は、滋賀県を流れる淀川水系の一級河川。琵琶湖への流入河川では最長である。

## 名称
滋賀県内でも代表的な川であることから「近江太郎」という通称がある。
『日本書紀』（天武天皇元年七月一三日条）には壬申の乱の際に「安河の浜」で合戦があったことが記述されている。『古事記』に「安国造（やすのくにのみやつこ）」の存在が書かれていることから、ここから河川名がついたという説がある。関連して『古事記』に登場する高天原の「天安河」を野洲川に比定する説（近江高天原説）も存在する。
また鎌倉期の『海道記』には「八洲川」の名称が登場し、野洲川河口はかつて派川が八つの洲を造っていたことから、これが転じて野洲川と呼ばれるようになったとも言われている。さらに、益須川の名称も見ることができる。
また、甲賀市水口町酒人で杣川と合流するが、これより下流は横田川と呼ばれていた。

## 地理
源流は御在所岳（標高1209m）。野洲川は鈴鹿山脈の西側の斜面を鈴鹿スカイラインと並行しながら下り、甲賀市土山町大河原にある野洲川ダムに至る。そして、土山町鮎河を経て青土ダムに到達する。この野洲川ダムと青土ダムは下流の農業用水の確保と洪水防止を目的に設置されたものである。暴れ川となり水害をもたらすこともある一方で、野洲川が山間部から平野部に出たあたりで地下に潜って伏流水となるため水不足に悩まされることもあった。土山町白川で田村川（土山川）と合流。その後は西に流れ、水口町酒人で杣川と合流する。河岸段丘を形成しながら西北に流れ、石部町付近にある狭さく部で栗東市伊勢落付近からは平野部となり、扇状地を形成しながら野洲市竹生に達する。途中、円錐形の形をした美しい姿の三上山（近江富士とも。標高428m）があり、野洲川の流域で農耕する人々からは水をもたらす竜神が住む山として信仰を集めてきた。1981年（昭和56年）以降は新放水路が完成しているが、かつては南北に分流したのち、日本最大の湖成三角州を形成して琵琶湖に流入していた。
野洲川の上流は急峻で林層が貧弱であるため降水に対する保水機能が低く、また風化や浸食が進みやすい丘陵性山地が連なる。大雨で上流・中流から大量の土砂が流出して下流は氾濫原となり、湖成三角州の形成も急速に進んだと考えられる。河床は堤内地盤より2 - 3m高い天井川となっている区間があり、その区間の堤防は平均で7 -8m、高い所だと9.5 - 10mにも達する。

## 歴史
野洲川は「八洲川」が由来のように、琵琶湖近くで多くの派川を形成していたと考えられる。
かつての主流として考えられる流路は、守山市立入で現在の流路から外れて守山市の市街地を経て草津市下物で琵琶湖に流入していた。現在、この川は野洲郡と栗太郡の境となることから境川と称せられ、川幅3 mほどの小規模な河川になったが、明治時代末期で32 mあまりの川幅を有していたとされる。この境川の河口部には鈎状砂嘴の烏丸半島が形成されている。また、守山市の阿比留付近から現流路から外れて江西川（法龍川）もかつての主流の1つと考えられている。河口部には境川と同様に突出した砂洲が見られたが、幕末以降の新田開発で埋め立てられ名残が見られない。
野洲川下流域で多くの遺跡が発掘されるが、共通して弥生時代中期から古墳時代前期に旧河道沿いの微高地で集落が形成されるも、古墳時代中期から廃絶してしまい（一部は墓地が形成される）、奈良時代後期まで再び集落の形成が認められなくなった。それに対して、扇頂部では古墳中期から後期にかけて集落の形成が盛んに行われた。こうした傾向から、野洲川の河道が洪水で不安定となるため、その被害を避けて少しでも安定した扇頂部へ移住していったと考えられる。
中世から近世にかけて、耕地の拡大に伴い野洲川の下流域では築堤が進んでいったと考えられる。しかし、築堤によって流路が固定されれば流下する土砂で河床が上昇し、ますます堤防が高くなっていき、沿川の耕地への分水に支障をきたすほか、豪雨時には堤防決壊を招くことになった。その結果、破堤による水害や渇水期の水争いの記録が古文書で頻繁に見かけるようになった。水争いは野洲川ダム（1951年）、石部頭首工から引水する幹線水路網（1955年）、青土ダム（1988年）の完成によって、水害は野洲川放水路の通水（1979年）によって終止符が打たれることになった。

### 年表
- 1570年（元亀元年） - 野洲河原の戦い。柴田勝家、佐久間信盛（織田家）と六角義賢、六角義治（六角家）が争い織田家側の勝利。
- 1700年代 - 野洲川がしばしば氾濫して地域に水害をもたらす。野洲郡誌によれば1700年代だけでも6回の大きな水害記録が残る[19]。
- 1917年（大正6年） - 野洲川橋下流の河原に軍用飛行機臨時着陸場が設置。陸軍特別大演習の実施に伴うもの[20]。

## 流域の自治体

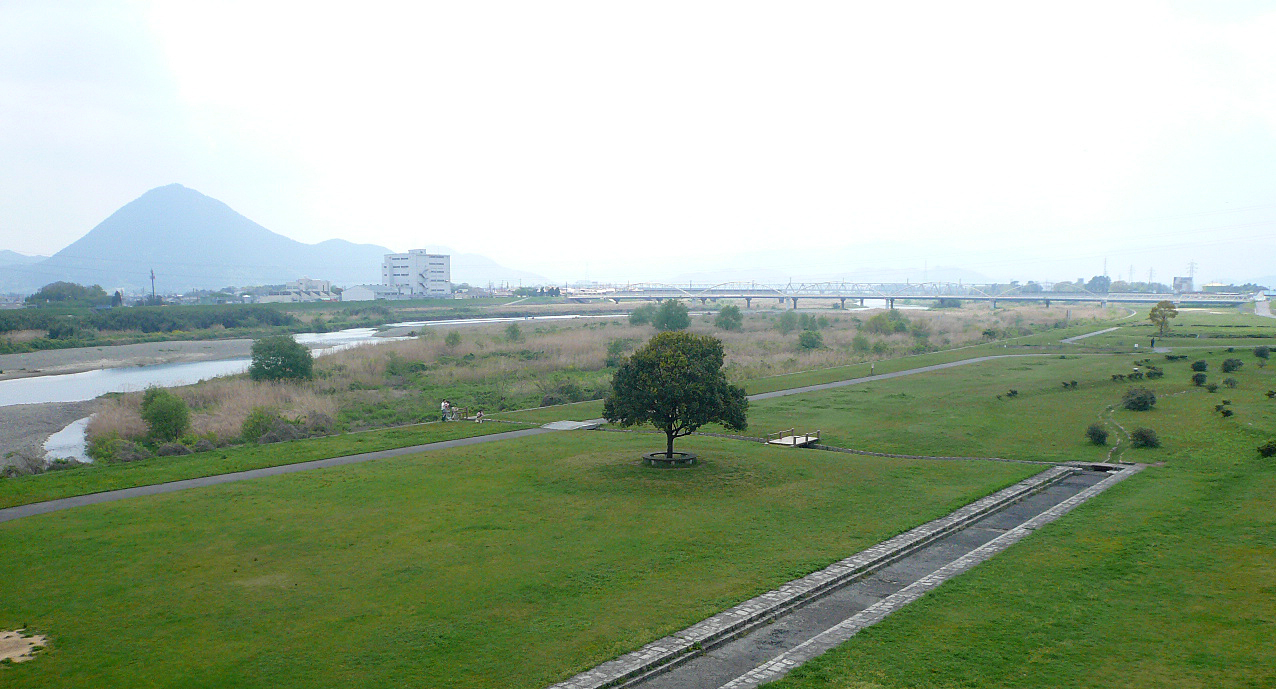
河口から約5km、野洲市の県道2号の橋から上流方向。広大な河川敷が広がる

滋賀県
甲賀市、湖南市、栗東市、野洲市、守山市

## 主な支流
括弧内は流域の自治体
- 杣川（甲賀市）

## 関連文献
- 木村至宏・近江地方史研究会『近江の川』東方出版、1993年11月15日。
- 竹林征三、中済孝雄「野洲川の歴史洪水とその惨状に関する調査研究」『土木史研究』第15巻、土木学会、1995年、437-451頁、doi:10.2208/journalhs1990.15.437。
- 竹林征三『湖国の「水のみち」』サンライス出版、1999年5月25日。